# Chrysogorgia dendritica
Chrysogorgia dendritica is een zachte koraalsoort uit de familie Chrysogorgiidae. De wetenschappelijke naam van de soort werd voor het eerst geldig gepubliceerd in 2020 door Xu, Zhan & Xu.